# Max Stirner
Johann Kaspar Schmidt (n. 25 octombrie 1806, Bayreuth, Regatul Bavariei – d. 26 iunie 1856, Berlin, Regatul Prusiei), cunoscut profesional ca Max Stirner, a fost un filozof german posthegelian, care se ocupa în principal de noțiunea hegeliană de alienare socială și conștiință de sine. Stirner este adesea văzut ca unul dintre precursorii nihilismului, existențialismului, teoriei psihanalitice, postmodernismului și anarhismului individualist.
Lucrarea principală a lui Stirner, „Egoul și proprietatea sa” (Der Einzige und sein Eigentum; tradusă în mod semnificativ ca individ și proprietatea sa, literalmente ca singurul și proprietatea sa) a fost publicată pentru prima dată în 1845 la Leipzig și de atunci a apărut în numeroase ediții și traduceri.

## Filozofia lui Max Stirner

### Sinele
Stirner susține că conceptul de sine este ceva imposibil de înțeles pe deplin; un așa-numit „nimic creativ” pe care l-a descris drept „punctul final al limbajului”.

### Egoism
Stirner a fost înțeles în linii mari ca un susținător atât al egoismului psihologic, cât și al egoismului etic, deși această din urmă poziție poate fi contestată, deoarece nu există nicio pretenție în scrierea lui Stirner în care ar trebui să-și urmărească propriul interes și, în continuare, ar putea fi văzut orice „trebuie”. ca o nouă „idee fixă”. Prin urmare, el poate fi înțeles ca un egoist rațional în sensul că a considerat irațional să nu acționeze în interesul propriu. Cu toate acestea, modul în care este definit acest interes propriu este în mod necesar subiectiv, permițând să fie incluse atât pretențiile normative egoiste, cât și cele altruiste. În plus, raționalitatea ca scop în sine este o altă idee fixă. Autorealizarea individuală se bazează pe dorința fiecărui individ de a-și îndeplini egoismul. Diferența dintre un egoist nedoritor și un egoist dornic este că cel dintâi va fi „posedat” de o idee goală și va crede că împlinește o cauză mai înaltă, dar, de obicei, nefiind conștienți că își îndeplinesc doar propriile dorințe de a fi fericiți sau în siguranță; iar acesta din urmă, în contrast, va fi o persoană care este capabilă să-și aleagă liber acțiunile, pe deplin conștientă că acestea îndeplinesc doar dorințele individuale. Contrastul este exprimat și în termenii diferenței dintre egoistul voluntar fiind posesorul conceptelor sale și nu a fi posedat. Numai atunci când cineva realizează că toate adevărurile sacre precum legea, dreptul, morala, religia și așa mai departe nu sunt altceva decât concepte artificiale și nu trebuie respectate, se poate acționa liber. Pentru Stirner, a fi liber înseamnă a fi atât propria „creatură” (în sensul de „creație”), cât și propriul „creator” (dislocând rolul tradițional atribuit zeilor). Pentru Stirner, puterea este metoda egoismului. Este singura metodă justificată de obținere a „proprietății”. Chiar și dragostea este explicată ca „conștient egoistă”.

### Anarhism
Stirner propune că instituțiile sociale cel mai frecvent acceptate – inclusiv noțiunea de stat, proprietate ca drept, drepturile naturale în general și însăși noțiunea de societate – au fost simple iluzii - sperii sau fantome în minte, spunând despre societate că „indivizii sunt realitatea ei”. Stirner dorește „să desființeze nu numai statul, ci și societatea ca instituție responsabilă pentru membrii săi”. El a susținut egoismul și o formă de amoralism în care indivizii s-ar uni într-o „Uniune a egoiștilor” doar atunci când era în interesul lor personal să facă acest lucru. Pentru el, proprietatea vine pur și simplu prin putere: „Cine știe să ia, să apere, lucrul, îi aparține proprietatea. [...] „Ceea ce am în puterea mea este a mea. Atâta timp cât mă afirm ca titular, sunt proprietarul lucrului". Spune: „Nu mă dau sfioasă înapoi de la proprietatea ta, ci o privesc mereu ca pe proprietatea mea, în care nu respect nimic. Rugați-vă să faceți la fel cu ceea ce numiți proprietatea mea!”. Stirner consideră că lumea și tot ce este în ea, inclusiv alte persoane, sunt disponibile pentru a fi luate sau folosite fără constrângere morală – că drepturile nu există în ceea ce privește obiecte și oameni deloc. El nu vede nicio raționalitate în a lua în considerare interesele celorlalți decât dacă acest lucru promovează interesul propriu, despre care crede că este singurul motiv legitim pentru a acționa. El neagă societatea ca fiind o entitate reală: „Cuceritorii formați o societate pe care o putem imagina atât de mare încât să îmbrățișeze treptat întreaga umanitate; dar și așa-numita umanitate este, ca atare, doar un gând (fantasmă); indivizii sunt realitatea ei” (The Ego and Its Own, Tucker ed., p. 329).
Stirner nu s-a referit niciodată la piețe, iar filosofia sa asupra proprietății cauzează probleme unui sistem de piață, deoarece – potrivit susținătorilor piețelor – proprietatea nu este considerată a fi legitimă dacă este luată cu forța. Stirner s-a opus comunismului, văzându-l ca pe o formă de autoritate asupra individului

### Proprietatea Egoistă
Stirner are un concept de „proprietate egoistă” în care se referă la absența restricțiilor morale asupra modului în care individul folosește totul în lume, inclusiv alți oameni. Pentru Stirner, proprietatea vine prin putere: „Cine știe să ia, să apere, lucrul, îi aparține proprietatea. [...] Ce am în puterea mea, este a mea. Atâta timp cât mă afirm. ca titular, sunt proprietarul lucrului”. El spune: „Nu mă dau sfioasă înapoi de la proprietatea ta, ci o privesc mereu ca pe proprietatea mea, în care nu respect nimic. Rugați-vă să faceți la fel cu ceea ce numiți proprietatea mea!”Această poziție asupra proprietății este mult diferită de forma predominantă atunci de anarhism individualist, care apăra inviolabilitatea proprietății private care a fost câștigată prin muncă. Cu toate acestea, anarhistul individualist american Benjamin Tucker a respins filozofia drepturilor naturale și a adoptat egoismul lui Stirner în 1886, alături de alții alăturându-i-se. Întrucât era un anarhist radical, a preferat o condiție socială politico-economică anti-statalistă, anticapitalistă și anti-autoritară complet lipsită de monopoluri autoritare (fie că se poziționau drept proprietate sau suveranitate) care erau dușmanii eliberării individuale. . Anarhismul egoist al lui Stirner se referă la eliberarea individului de dominația monopoliștilor de proprietate, cum ar fi monarhii, guvernele sau industriașii, în timp ce, în același timp, se poziționează împotriva naturii antiindividualiste a stângii politice tradiționale. Stirner nu avea o dogmă concretă cu privire la problema proprietății și pur și simplu a îndemnat indivizii să nu mai fie conduși de alții, indiferent de pretențiile morale ale autorităților cu privire la suveranitatea politică sau drepturile de proprietate.

### Uniunea Egoiștilor
Ideea lui Stirner despre „Uniunea egoiștilor” a fost expusă pentru prima dată în Egoul și propriul său. Uniunea este înțeleasă ca o asociație nesistematică, pe care Stirner a propus-o spre deosebire de stat. Unirea este înțeleasă ca o relație între egoiști care se reînnoiește continuu prin sprijinul tuturor părților printr-un act de voință. Uniunea cere ca toate părțile să participe dintr-un egoism conștient. Dacă o parte se află în tăcere că suferă, dar susține și păstrează aspectul, uniunea a degenerat în altceva.Această Uniune nu este văzută ca o autoritate mai presus de propria voință a unei persoane.

### Revoluție
Stirner critică noțiunile convenționale de revoluție, susținând că mișcările sociale care vizează răsturnarea statului sunt tacit etatiste, deoarece vizează implicit înființarea unui nou stat ulterior.

### Dogmă
Pasajele citate mai sus arată puținele puncte de contact dintre filosofia lui Stirner și creștinismul timpuriu. Este doar Isus ca „anihilator” al prejudecăților și preconcepțiilor stabilite despre Roma la care se poate raporta Stirner. Motivul pentru care „a citat” schimbarea culturală declanșată de Isus este acela că dorește ca ideologiile creștine din Europa secolului al XIX-lea să se prăbușească, la fel cum a făcut-o ideologia Romei păgâne înainte de ea (de exemplu, „[era creștină] se va încheia cu lepădarea). a idealului, cu „disprețul față de spirit””, p. 320). Ca și în cazul scepticilor clasici dinaintea lui, metoda lui Stirner de eliberare de sine se opune credinței sau credinței și el își imaginează o viață liberă de „presuppoziții dogmatice” (p. 135, 309) sau orice „punct de vedere fix” (p. 295). Gândul său o respinge nu doar dogma creștină, ci și o mare varietate de ideologii atee europene care sunt condamnate ca cripto-creștine pentru că pun ideile într-un rol echivalent. Ceea ce propune Stirner nu este ca conceptele să conducă oamenii, ci că oamenii ar trebui să conducă conceptele. „Neantul” întregului adevăr este înrădăcinat în „neantul” sinelui, deoarece ego-ul este criteriul adevărului (dogmatic). Din nou, Stirner pare strâns comparabil cu scepticii prin faptul că epistemologia sa radicală ne îndrumă să subliniem experiența empirică (relația „nemediată” a minții ca lume și a lumii ca minte), dar nu lasă decât o valabilitate foarte limitată categoriei „adevărului”. ". Când privim impresiile simțurilor cu detașare, pur și simplu pentru ceea ce sunt ele (de exemplu, nici bine, nici rău), putem totuși să le atribuim corect adevărul. În locul unor astfel de sisteme de credințe, Stirner prezintă o viață detașată de implicare non-dogmatică, deschisă la minte cu lumea „așa cum este” (nepoluată de „credință” de orice fel, creștină sau umanistă), cuplată cu conștientizarea că nu există suflet, nici o esență personală de niciun fel, dar că unicitatea individului constă numai în „neantul său creator” anterior tuturor conceptelor.